# Chinmoy

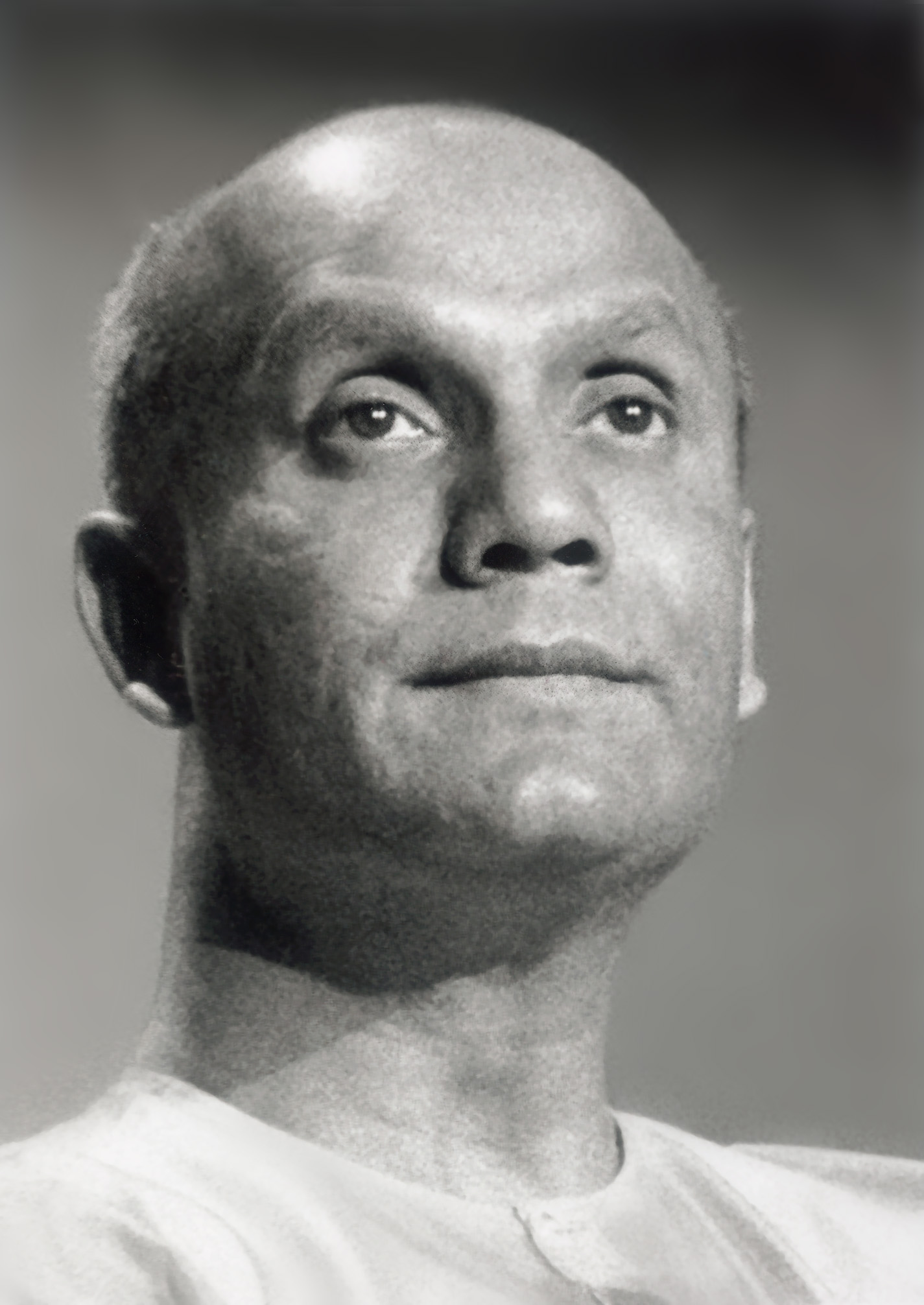
Chinmoy (1980er)

Chinmoy Kumar Ghose, bekannt als Sri Chinmoy, (* 27. August 1931 in Shakpura, Britisch-Indien; † 11. Oktober 2007 in New York) war ein spiritueller Lehrer, der 1964 von Südindien in die Vereinigten Staaten von Amerika übersiedelte.

## Leben und Wirken

### Frühe Jahre in Indien (1931–1964)

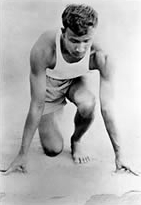
Start zu einem Sprint in seiner Jugend

Chinmoy wurde 1931 als jüngstes von sieben Kindern im Dorf Shakpura nahe der Stadt Chittagong in der damals indischen Region Ostbengalen geboren. Sein Vater Shashi Kumar Ghosh war Eisenbahninspektor und später Inhaber und Leiter einer Bank. Seine Mutter Yogamaya Ghosh war Hausfrau und an Spiritualität interessiert. 1943 verlor Chinmoy seinen Vater durch eine Krankheit und wenige Monate darauf auch seine Mutter. 1944 folgte er seinen Geschwistern und trat in den Sri-Aurobindo-Ashram in Pondicherry in Südindien ein.
Nach Abschluss seiner Schulzeit arbeitete er in mehreren Handwerksbetrieben des Ashrams. Die letzten rund acht Jahre in der Gemeinschaft arbeitete er als Sekretär des bengalischen Schriftstellers Nolini Kanta Gupta und übersetzte dessen Schriften aus dem Bengalischen ins Englische. In den späten 1950er Jahren verfasste er erste Essays. Im Alter von 12 oder 13 Jahren hatte er begonnen, selbst Gedichte zu schreiben.
Chinmoy behauptet, dass ihm nach nur kurzer Zeit im Ashram mit 13 Jahren eine Erleuchtung wieder bewusst wurde, die er in einem früheren Leben erreicht habe. Die nächsten zwanzig Jahre in der spirituellen Gemeinschaft verbrachte er damit, sich der Meditation zu widmen. Chinmoy beschreibt, dass bei ihm im Alter von rund 19 Jahren das Sahaja-Samadhi einsetzte und es mit 23 permanent wurde – ein Bewusstsein, bei dem man nicht nur während der Meditation, sondern auch bei alltäglichen Aktivitäten von Erleuchtung erfüllt sei.

### Zeit im Westen (1964–2007)
1964 übersiedelte Chinmoy mit Unterstützung eines amerikanischen Förderers nach New York. Von Juni 1964 bis Juni 1967 arbeitete er dort im indischen Konsulat. Während dieser Jahre nahm er erste Meditationsschüler an, gab auf Anfrage eines Rabbiners über die Vermittlung des Konsulats seinen ersten Vortrag zum Thema Hinduismus an einer New Yorker Synagoge und auf Anfrage der Asien-Gesellschaft seine erste öffentliche musikalische Darbietung am Solomon R. Guggenheim Museum. Am 27. August 1965 erschien das erste „AUM Magazine“, ein kleines Magazin, das bis Mitte der 80er Jahre herausgegeben wurde und in der Chinmoys spirituelle Schriften und Vorträge abgedruckt wurden. Am 22. Juli 1966 entstand das erste offizielle Sri-Chinmoy-Zentrum in Puerto Rico und am 12. August 1966 das zweite in New York, in denen sich seine Meditationsschüler zur gemeinsamen Meditation trafen.
Nachdem Chinmoy nach dreijähriger Tätigkeit seine Stelle im indischen Konsulat aufgegeben hatte, begann er vermehrt öffentliche Meditationen in New York zu leiten. Ab 1967 begab er sich häufiger auf Reisen und gab Vorträge an Bildungseinrichtungen und größeren Universitäten auf den Karibischen Inseln, in Nordamerika, den Philippinen und in Japan. 1970 hielt er auf Einladung der „India Society“ eine Vortragsserie über die Bhagavad Gita in der „Vanderbilt Hall of New York University“. 1970 gab Chinmoy auch seinen ersten Vortrag im deutschsprachigen Raum an der „American International School“ in Zürich und 1973 seinen ersten Vortrag in Deutschland an der Frankfurter Universität. Wie der siebenteiligen Buchreihe „My Rose Petals“ zu entnehmen ist, unternahm er in den folgenden Jahren Reisen nach Europa und hielt Vorträge an Universitäten. Ab Mitte der 80er Jahre stellte Chinmoy seine Vortragstätigkeit weitgehend ein und gab von nun an weltweit in erster Linie Meditationskonzerte.
Im April 1970 begann Chinmoy auf Einladung des UNO-Generalsekretärs U Thant zweimal wöchentlich als Leiter der Meditationsgruppe mit dem Namen „Sri Chinmoy: Die Friedensmeditationen an den Vereinten Nationen“ Meditationen für UNO-Delegierte, -Mitarbeiter und Vertreter von Nichtregierungsorganisationen an den Vereinten Nationen in New York zu halten. Für Chinmoy waren die Vereinten Nationen „Die Herzens-Heimat des Welt-Körpers“ und verkörperten die Hoffnungen und Träume der Menschheits-Familie. Nachdem er 37 Jahre lang die von vielen UNO-Mitarbeitern und Diplomaten besuchten „Friedensmeditationen“ an der UNO geleitet hatte, würdigten nach seinem Tod mehr als 700 UNO-Mitarbeiter, Botschafter, Mitglieder des US-amerikanischen Kongresses und Vertreter mehrerer Glaubensrichtungen sein Wirken im Rahmen einer Feierlichkeit am Hauptsitz der Vereinten Nationen in New York.
Während der Feierlichkeit an der UNO erwähnte Daw Aye Aye Thant, die Tochter des ehemaligen UNO-Generalsekretärs U Thant, im Rahmen ihrer Rede: „In einem Brief an Sri Chinmoy schrieb mein Vater im April 1972: 'Sie haben in der Tat dem Geist von Hunderten von Menschen hier die moralischen und spirituellen Werte nahe gebracht, die wir beide so sehr schätzen. Ich werde immer die denkwürdige Gelegenheit unserer Begegnung an den Vereinten Nationen im Herzen bewahren.' […] Ich schätze mich glücklich, Sri Chinmoy gekannt zu haben und viele Male in seiner Gegenwart gewesen zu sein und auch viele Mitglieder der Meditationsgruppe kennengelernt zu haben.“

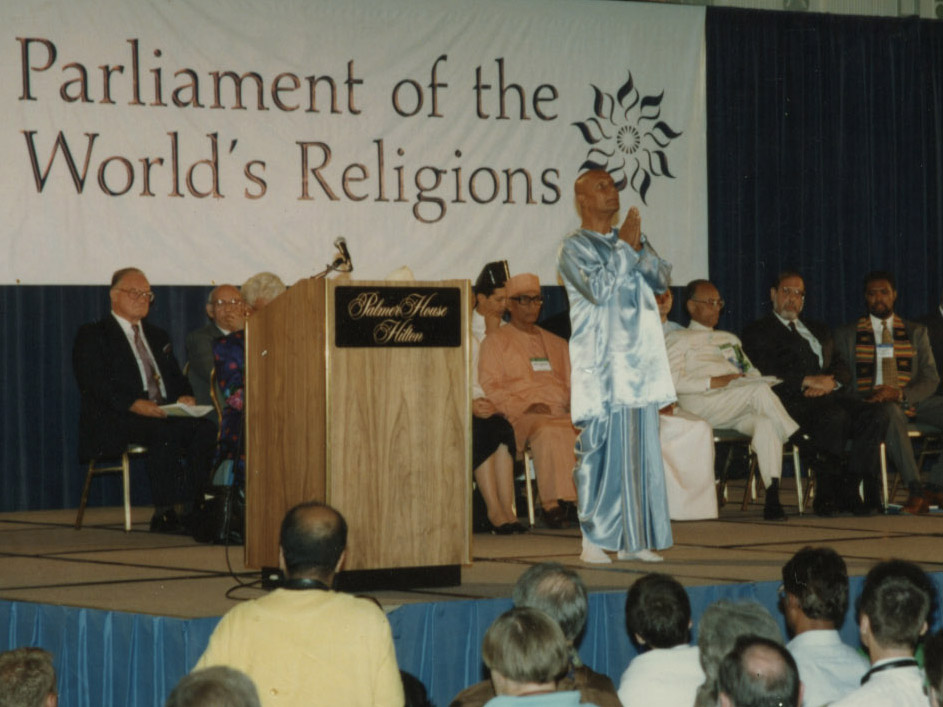
Weltparlament der Religionen, Chicago 1993

1993, zum hundertjährigen Jubiläum des Parlaments der Weltreligionen, wurde Chinmoy eingeladen, die Vollversammlung der Veranstaltung in Chicago mit einer stillen Meditation vor 6000 Delegierten und Menschen, die den interreligiösen Dialog pflegen wollten, zu eröffnen. 2004 eröffnete er in Barcelona das Parlament der Weltreligionen nochmals offiziell mit einer Meditation.
In den siebziger Jahren nahmen die Musiker John McLaughlin und Carlos Santana Chinmoy für eine gewisse Zeit als spirituellen Lehrer an. Mehrere spirituell beeinflusste Titel des 1971 von John McLaughlin gegründeten Mahavishnu Orchestras wie „Love, Devotion, Surrender“ oder „The Inner Mounting Flame“ entstanden vor diesem Hintergrund. Der Leichtathlet und neunfache olympische Goldmedaillengewinner Carl Lewis zählt zu seinen Meditationsschülern und die amerikanische Soul- und Jazzsängerin Roberta Flack zu seinen Bewunderinnen.

### Allgemeines
Chinmoy Kumar Ghose wirkte als Schriftsteller, Dichter, Komponist, Musiker, Künstler und Sportler, um das in der Meditation Erfahrene zu vermitteln, und baute von New York aus ein weltweites Netzwerk von Meditationszentren auf. Chinmoys Philosophie vom inneren Frieden als Grundlage für das harmonische Zusammenleben der Menschen wurde in mehreren Ländern vor allem durch seine Konzerte, seine Kunst und spektakulären Kraftakte bekannt.
Chinmoy gründete keinen Ashram, eine mit einem Kloster vergleichbare spirituelle Gemeinschaft, sondern lehrte seine Meditationsschüler, die Welt anzunehmen, ihr inneres Potenzial durch regelmäßige Meditation im Alltag und all ihren Aktivitäten hervorzubringen und dadurch zur Verbesserung der Welt beizutragen. Im Zentrum seiner Philosophie steht die Meditation auf das spirituelle Herz, die einen freien Zugang zur unendlichen Freude, zu innerem Frieden und ewigen Wahrheit schaffe. Dadurch sei es einem möglich, seine alltäglichen Probleme leicht zu bewältigen.
Ein fester Bestandteil von Chinmoys Lehre sei der Respekt und die Toleranz für andere Wege und Religionen, die in der Erkenntnis wurzelt, dass alle Wege in ihrer Essenz den gleichen Ursprung haben und letztendlich am selben Ziel ankommen. So hat er auch in der Zusammenarbeit und nicht im Konkurrenzkampf der Anhänger aller Religionen einen Baustein für das zukünftige Wohl der Menschheit angesehen und hat sich unter anderem durch den Peace Run dafür eingesetzt. Chinmoys Bemühungen führten dazu, dass er auf Einladung der Veranstalter das Parlament der Weltreligionen 1993 in Chicago und 2004 in Barcelona mit einer stillen Meditation eröffnete. Das Parlament der Weltreligionen war zum damaligen Zeitpunkt die weltweit größte und umfassendste interreligiöse Zusammenkunft.

“True religion has a universal quality. It does not find fault with other religions. [...] Forgiveness, compassion, tolerance, brotherhood and the feeling of oneness are the signs of a true religion.”

„Wahre Religion hat eine universelle Qualität. Sie kritisiert andere Religionen nicht. [...] Vergebung, Mitgefühl, Toleranz, Brüderlichkeit und ein Gefühl des Einsseins sind die Merkmale einer wahren Religion.“

### Kreativität
Nach Angaben seiner Meditationsschüler und eigenen Aussagen verfasste Chinmoy 1500 Bücher, 115.000 Gedichte und 20.000 Lieder. Zudem zeichnete er 16 Millionen „Friedensvögel“ und gab nahezu 800 Konzerte.

#### Kompositionen und Konzerte
Chinmoy schrieb die meisten seiner spirituellen Lieder in Bengali und Englisch. 2006 komponierte er während eines Japanbesuchs sein 13.000-stes Lied in seiner Muttersprache Bengali. 1995 hatte Indiens „Limca-Buch der Rekorde“ Chinmoy bereits als produktivsten Liederkomponisten der Welt aufgenommen.
Am 24. März 1984, mit dem Konzert in der Kölner Sporthalle, das von 8500 Zuhörern besucht wurde, begann seine Reihe von Friedens- und World Harmony-Konzerten. Bei diesen meditativen Konzerten, zu denen der Eintritt stets frei war, spielte Chinmoy auf 15 bis 20 Musikinstrumenten, meist auf dem Cello, auf Querflöte, Bambusflöte, Violine, Harmonium, Hawaii-Gitarre, Synthesizer und improvisierte auf dem Klavier. Er verstand sich dabei als jemand, der von allen Instrumenten ein wenig versteht, aber auf keinem ein Meister ist. Chinmoys Hauptanliegen war es, mit seiner musikalischen Darbietung eine spirituell erhebende Atmosphäre zu schaffen. Im deutschsprachigen Raum gab er seit 1984 insgesamt 60 Konzerte. Manche seiner über 750 Konzerte in 62 Ländern fanden in kleineren Sälen, andere in großen Hallen statt, wie der Royal Albert Hall in London, Le Zénith (Paris), der Carnegie Hall in New York und der Nippon-Budokan-Halle in Tokio.
Horst Hüttl schreibt in seiner Doktorarbeit über die Sri-Chinmoy-Bewegung, dass Chinmoys Musik eine große Bandbreite von Reaktionen hervorrufe. Sie reiche von lobenden Worten von Leonard Bernstein, über Zuhörer, die bei Konzerten Chinmoys in meditativ-interessierter Stille den Klängen lauschen und applaudieren, bis hin zu Konzertbesuchern, die den Saal vorzeitig verlassen. In zwei Presseberichten sei davon die Rede, dass Chinmoy zuweilen nicht fehlerfrei spielte und es für einen westlichen Menschen schwierig sei, die rein lineare indische Sphärenmusik zu beurteilen. Trotzdem sei die Wirkung, die er erzielte, im Allgemeinen erstaunlich. Andere Presseberichte würden eher die persönliche Einstellung des Journalisten gegenüber der Person Chinmoys widerspiegeln.

#### Bildnerisches Schaffen

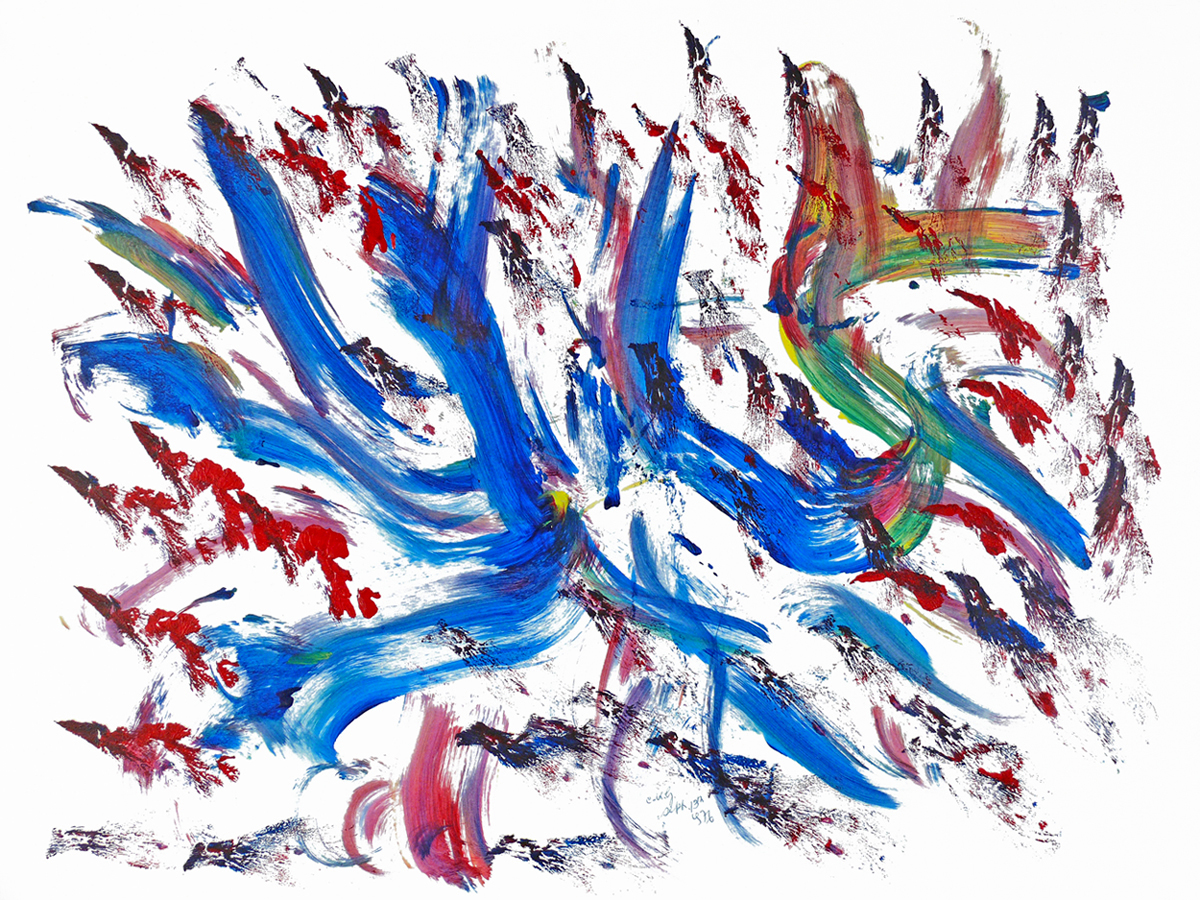
Jharna Kala Bilder von Chinmoy

### Sport

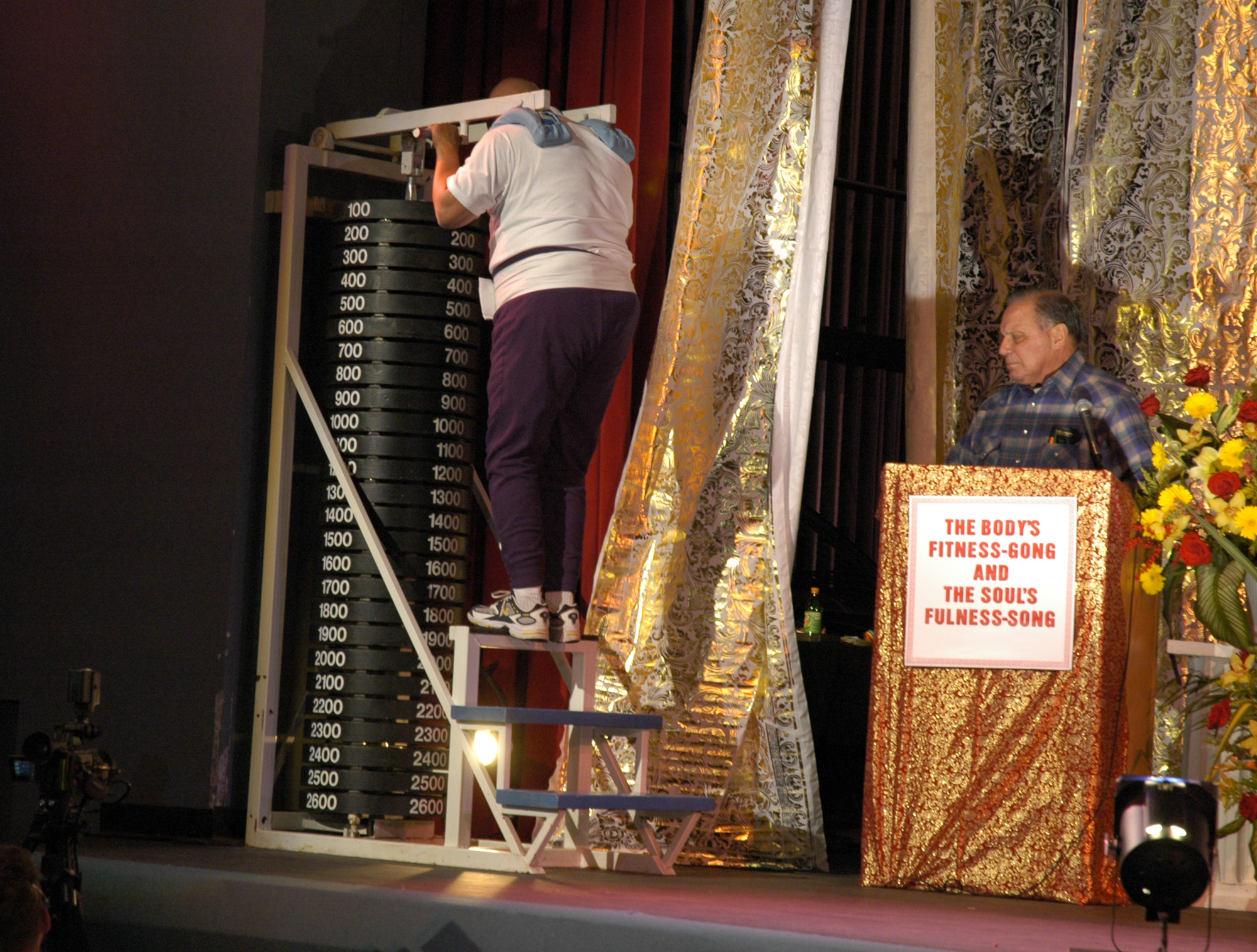
Sri Chinmoy (stehend) beim Heben von Gewichten